# Rue de Médicis
Die Rue de Médicis ist eine Straße im Quartier de l’Odéon des 6. Arrondissements von Paris.

## Situation und Erreichbarkeit
Die Rue de Médicis hat eine Länge von 170 Metern. Sie verbindet die Place Paul-Claudel mit der Place Edmond-Rostand. Mit Blickrichtung von der Place Paul-Claudel aus verläuft rechtsseitig ein Teil der Umzäunung des Jardin du Luxembourg, linksseitig ist die Straße bebaut.
Die Rue de Médicis kann mit folgenden öffentlichen Verkehrsmitteln erreicht werden:
- Über die Station Odéon der Métrolinien 4 und 10,
- über die Station Luxembourg der RER-Linie B,
- über die Haltestelle Luxembourg der RATP-Buslinien 84 und 89.

## Herkunft des Namens
Ihren Namen erhielt die Straße im Jahr 1864 als Würdigung der französischen Königin Marie de Médicis, die Anfang des 17. Jahrhunderts den unweit des Beginns der Straße gelegenen Palais du Luxembourg erbauen ließ.

## Historische Ereignisse
- Am 27. März 1979 wurde auf ein im Haus Nr. 5 ansässiges Restaurant, das koscheres Essen anbot und das hauptsächlich von jüdischen Studenten genutzt wurde, ein Attentat verübt. Mehr als zwanzig Personen wurden bei dem Attentat verletzt und der Außenbereich des Restaurants wurde vollkommen zerstört.[3]

## Bedeutende Gebäude
- Haus Nr. 5:
  - Hier wohnte ab 1870 der Historiker Ernest Lavisse.[4]
  - Hier wohnte von 1947 bis zu seinem Tod im Jahr 1963 der Komponist Francis Poulenc.[5]
- Haus Nr. 11: Dies ist seit vielen Jahrzehnten und bis heute die Adresse von wechselnden Buchhandlungen; am längsten – von 1935 bis 2016 – befand sich dort die „Librairie José Corti“.[6]
- Letztes in der Rue de Médicis gelegenes Haus, schon mit der offiziellen Adresse 6, Place Edmond-Rostand, ist das bei Anwohnern wie bei Touristen beliebte „Café Le Rostand“. Es war u. a. Drehort der vorletzten Episode des Films Paris, je t’aime mit Gena Rowlands und Ben Gazzara in den Hauptrollen und Gérard Depardieu als Wirt des „Rostand“.